# フランク・オノラ
フランク・オノラ（Franck Honorat、1996年8月11日 - ）はフランス・トゥーロン出身のサッカー選手。ボルシア・メンヒェングラートバッハ所属。ポジションはMF。

## 経歴
2013年11月3日、FCジロンダン・ボルドー戦でリーグ・アンデビューを果たす。
2018年8月、ASサンテティエンヌに移籍したが、同シーズンはクレルモン・フットにレンタル移籍という形で残留した
2020年7月1日、スタッド・ブレスト29と5年契約を結んだ。2021-22シーズンの第3節パリ・サンジェルマンFC戦では得点を挙げるも、2-4で敗れた。
2023年7月11日、ドイツのボルシア・メンヒェングラートバッハへ移籍し、5年契約を結んだ。